# Lietuvos kuras
Die AB Lietuvos kuras (LK) war ein Tankstellenbetreiber in der litauischen Hauptstadt Vilnius. Das Handelsunternehmen gehörte dem Unternehmen "Koepcke International Holdings B.V." (Niederlande). Es hatte seinen Sitz in Naujamiestis.

## Geschichte
Im Jahr 1991 gründete LK gemeinsam mit dem litauischen Unternehmen "Mažeikių nafta" (AB) und dem finnischen Unternehmen Neste Oil das litauisch-finnische Joint Venture „Litofinn Service“. Am 19. Juli 1995 wurde das Unternehmen als AB registriert. 1997 erzielte man einen Umsatz von 313,3 Mio. Litas (90,74 Mio. Euro) bei einem Grundkapital von 178,6 Mio. Lt (50 Mio. Euro). LK hatte 120 Tankstellen. 2000 beschäftigte es 1.049 Mitarbeiter. 2001 schuldete das Unternehmen 108 Mio. Lt (31 Mio. Euro). Das Insolvenzverfahren initiierte das Unternehmen UAB "Baltik Petroleum", das 10 Mio. Lt bei LK investierte. 2003 kaufte UAB „Lukoil Baltija“ 16 Tankstellen von AB „Lietuvos kuras“. Am 18. Januar 2010 wurde Lietuvos kuras aufgelöst.